# 岡山労働局
岡山労働局（おかやまろうどうきょく）は、岡山県岡山市北区にある日本の都道府県労働局で、岡山県を管轄している。

## 所在地
- 本局 岡山県岡山市北区下石井一丁目4番1号 岡山第2合同庁舎1階・3階

## 組織
局長
- 総務部
  - 総務課、企画室、労働保険徴収室
- 労働基準部
  - 監督課、健康安全課、賃金室、労災補償課
- 職業安定部
  - 職業安定課、職業対策課、需給調整事業室、求職者支援室
- 雇用均等室

## 出先機関

### 労働基準監督署
労働基準監督署の名称、位置及び管轄区域については、厚生労働省組織規則（平成13年1月6日厚生労働省令第1号）別表第4で定められている。
| 労働基準監督署名称 | 所在地       | 管轄区域 |
| ------------------ | ------------ | --- |
| 岡山労働基準監督署 | 岡山市北区   | 岡山市、玉野市、瀬戸内市、加賀郡吉備中央町のうち旧加茂川町                                                                           |
| 倉敷労働基準監督署 | 倉敷市       | 倉敷市、総社市、都窪郡（早島町） |
| 津山労働基準監督署 | 津山市       | 津山市、真庭市、美作市、真庭郡（新庄村）、苫田郡（鏡野町）、勝田郡（勝央町、奈義町）、英田郡（西粟倉村）、久米郡（久米南町、美咲町） |
| 笠岡労働基準監督署 | 笠岡市       | 笠岡市、井原市、浅口市、浅口郡（里庄町）、小田郡（矢掛町）                                                                           |
| 和気労働基準監督署 | 和気郡和気町 | 備前市、赤磐市、和気郡（和気町） |
| 新見労働基準監督署 | 新見市       | 高梁市、新見市、加賀郡吉備中央町のうち旧賀陽町                                                                                       |

### 公共職業安定所（ハローワーク）
公共職業安定所とその出張所の名称、位置及び管轄区域については、厚生労働省組織規則別表第5で定められている。
| 公共職業安定所名称               | 所在地       | 管轄区域                                                                       |
| -------------------------------- | ------------ | ------------------------------------------------------------------------------ |
| 岡山公共職業安定所               | 岡山市北区   | 岡山市のうち北区、中区、南区、加賀郡吉備中央町のうち旧加茂川町                 |
| 津山公共職業安定所               | 津山市       | 津山市、真庭市、真庭郡（新庄村）、苫田郡（鏡野町）、久米郡（久米南町、美咲町） |
| 津山公共職業安定所美作出張所     | 美作市       | 美作市、勝田郡（勝央町、奈義町）、英田郡（西粟倉村）                           |
| 倉敷中央公共職業安定所           | 倉敷市       | 倉敷市（児島地域、真備町を除く）、都窪郡（早島町）                             |
| 倉敷中央公共職業安定所総社出張所 | 総社市       | 倉敷市のうち真備町、総社市                                                     |
| 倉敷中央公共職業安定所児島出張所 | 倉敷市       | 倉敷市のうち児島地域                                                           |
| 玉野公共職業安定所               | 玉野市       | 玉野市                                                                         |
| 和気公共職業安定所               | 和気郡和気町 | 備前市のうち野谷、三石、八木山、吉永町、赤磐市、和気郡（和気町）               |
| 和気公共職業安定所備前出張所     | 備前市       | 備前市（野谷、三石、八木山、吉永町を除く）                                     |
| 高梁公共職業安定所               | 高梁市       | 高梁市、加賀郡吉備中央町のうち旧賀陽町                                         |
| 高梁公共職業安定所新見出張所     | 新見市       | 新見市                                                                         |
| 笠岡公共職業安定所               | 笠岡市       | 笠岡市、井原市、浅口市、浅口郡（里庄町）、小田郡（矢掛町）                     |
| 西大寺公共職業安定所             | 岡山市東区   | 岡山市のうち東区、瀬戸内市                                                     |

## 管轄
- 岡山県全域